# Цибенко Віктор Миколайович
Ві́ктор Микола́йович Цибенко (нар. 28 січня 1967 — пом. 28 серпня 2014) — солдат Збройних сил України, учасник російсько-української війни.

## Короткий життєпис
Народився 1967 року в місті П'ятихатки; закінчив школу № 3. Працював залізничником — оглядач вагонів. Під час другої хвилі мобілізації добровольцем пішов захищати Батьківщину. Стрілець-снайпер 3-го взводу снайперської роти 93-ї окремої механізованої бригади.
Загинув під Іловайськом, зв'язок із Віктором обірвався 28 серпня. Загинув на перехресті доріг з села Побєда до Новокатеринівки поруч зі ставком, поліг разом з значною частиною бійців 93-ї механізованої бригади, які станом на грудень 2016-го не ідентифіковані.
Після упізнання за експертизою ДНК 6 лютого 2015-го похований на Краснопільському цвинтарі Дніпропетровська.
Без Віктора лишилася мама.

## Нагороди та вшанування
За особисту мужність і героїзм, виявлені у захисті державного суверенітету та територіальної цілісності України, вірність військовій присязі під час російсько-української війни, відзначений — нагороджений:
- 16 січня 2016 року — орденом «За мужність» III ступеня (посмертно);[1]
- 7 травня 2015-го в ЗОШ № 3, яку закінчив Віктор, відкрито меморіальну дошку його честі.
- Його портрет розміщений на меморіалі «Стіна пам'яті полеглих за Україну» у Києві: секція 3, ряд 9, місце 33
- Вшановується 29 серпня на щоденному ранковому церемоніалі вшанування українських захисників, які загинули цього дня у різні роки внаслідок російської збройної агресії[2]